# 1465 en philosophie
Chronologie de la philosophie
- 1461
- 1462
- 1463
- 1464
- 1465
- 1466
- 1467
- 1468
- 1469

L’année 1465 a été marquée, en philosophie, par les événements suivants :

## Naissances
- Barthélemy Arnoldi, moine et philosophe allemand né à Usingen vers 1465 et mort à Erfurt en 1532.